# Michael Stolle
Pour les articles homonymes, voir Stolle.
Michael Stolle (né le 17 décembre 1974 à Buxtehude) est un athlète allemand spécialiste du saut à la perche.

## Carrière
Il remporte la médaille d'argent des Championnats d'Europe en salle 1998 avec un saut à 5,80 m, devancé au nombre d'essais par son compatriote Tim Lobinger. Vainqueur de la Coupe d'Europe 1999, il se classe septième des Championnats du monde de Séville (5,70 m). 
Michael Stolle établit le meilleur saut de sa carrière en 2000 en franchissant la barre de 5,95 m lors du meeting Herculis de Monaco, deuxième meilleure performance mondiale de l'année derrière les 6,03 m de l'Américain Jeff Hartwig. Il termine par ailleurs au pied du podium des Jeux olympiques de Sydney où il franchit pourtant la même hauteur que les médaillés Nick Hysong, Lawrence Johnson et Maksim Tarasov (5,90 m).
Champion d'Allemagne en salle en 1997, 1998 et 2001, il se classe quatrième des Championnats du monde d'Edmonton avec 5,85 m, battu une nouvelle fois au nombre d'essais pour le podium. 
Il obtient le meilleur résultat de sa carrière lors de la saison 2003 en montant sur la deuxième marche du podium des Championnats du monde en salle de Birmingham derrière Tim Lobinger.
Il met un terme à sa carrière à l'issue de la saison 2006.

## Palmarès
| Année | Compétition                    | Lieu       | Place |
| ----- | ------------------------------ | ---------- | ----- |
| 1996  | Championnats d'Europe en salle | Stockholm  | 8e    |
| 1996  | Jeux olympiques                | Atlanta    | 9e    |
| 1997  | Championnats du monde en salle | Paris      | 8e    |
| 1998  | Championnats d'Europe en salle | Valence    | 2e    |
| 1999  | Championnats du monde          | Séville    | 7e    |
| 2000  | Jeux olympiques                | Sydney     | 4e    |
| 2001  | Championnats du monde en salle | Lisbonne   | 9e    |
| 2001  | Championnats du monde          | Edmonton   | 4e    |
| 2003  | Championnats du monde en salle | Birmingham | 2e    |

## Records personnels
- Extérieur : 5,95 m (Monaco, le 18/08/2000)
- Salle : 5,90 m (Chemnitz, le 18/02/2000)